# Ithobaäl II
Ithobaäl II was een koning van Tyrus, hij werd opgevolgd door Hiram II. Zijn naam wordt alleen vermeld op een stèle van Tiglat-Pileser III waarop staat vermeld dat hij belasting aan hem moest betalen.